# Litauen ved sommer-OL 2012
Litauen deltog ved Sommer-OL 2012 i London som blev arrangeret i perioden 27. juli til 12. august 2012. 

## Medaljer
| 2012 London | Guld | Sølv | Bronze | Total |
| Litauen     | 2    | 1    | 2      | 5     |

### Medaljevinderne
| Litauen ved sommer-OL 2012 London | Litauen ved sommer-OL 2012 London | Litauen ved sommer-OL 2012 London | Litauen ved sommer-OL 2012 London | Litauen ved sommer-OL 2012 London | Litauen ved sommer-OL 2012 London |
| Medalje                           | Atlet                             | Sport                             | Øvelse                            | Resultat                          | Dato                              |
| --------------------------------- | --------------------------------- | --------------------------------- | --------------------------------- | --------------------------------- | --------------------------------- |
| Guld                              | Laura Asadauskaitė                | Moderne femkamp                   | Kvinder                           |                                   |                                   |
| Guld                              | Rūta Meilutytė                    | Svømning                          | 100 meter brystsvømning damer     | 1:05,47                           | 30. juli                          |
| Sølv                              | Jevgenij Sjuklin                  | Kano                              | C-1 200 meter mænd                | 42,792                            | 11. august                        |
| Bronze                            | Aleksandr Kazakevič               | Brydning                          | Græsk-romersk stil 74 kg          |                                   | 5. august                         |
| Bronze                            | Evaldas Petrauskas                | Boksning                          | Letvægt mænd                      |                                   | 10. august                        |